# Karel Šilink
Karel Šilink (24. srpna 1908 Skřivany u Nového Bydžova – 23. června 1973 Praha) byl český lékař, endokrinolog, profesor Univerzity Karlovy v Praze, zakladatel Výzkumného ústavu endokrinologického, pozdějšího Endokrinologického ústavu. Je považován za jednu z vůdčích postav počátků české endokrinologie.

## Život

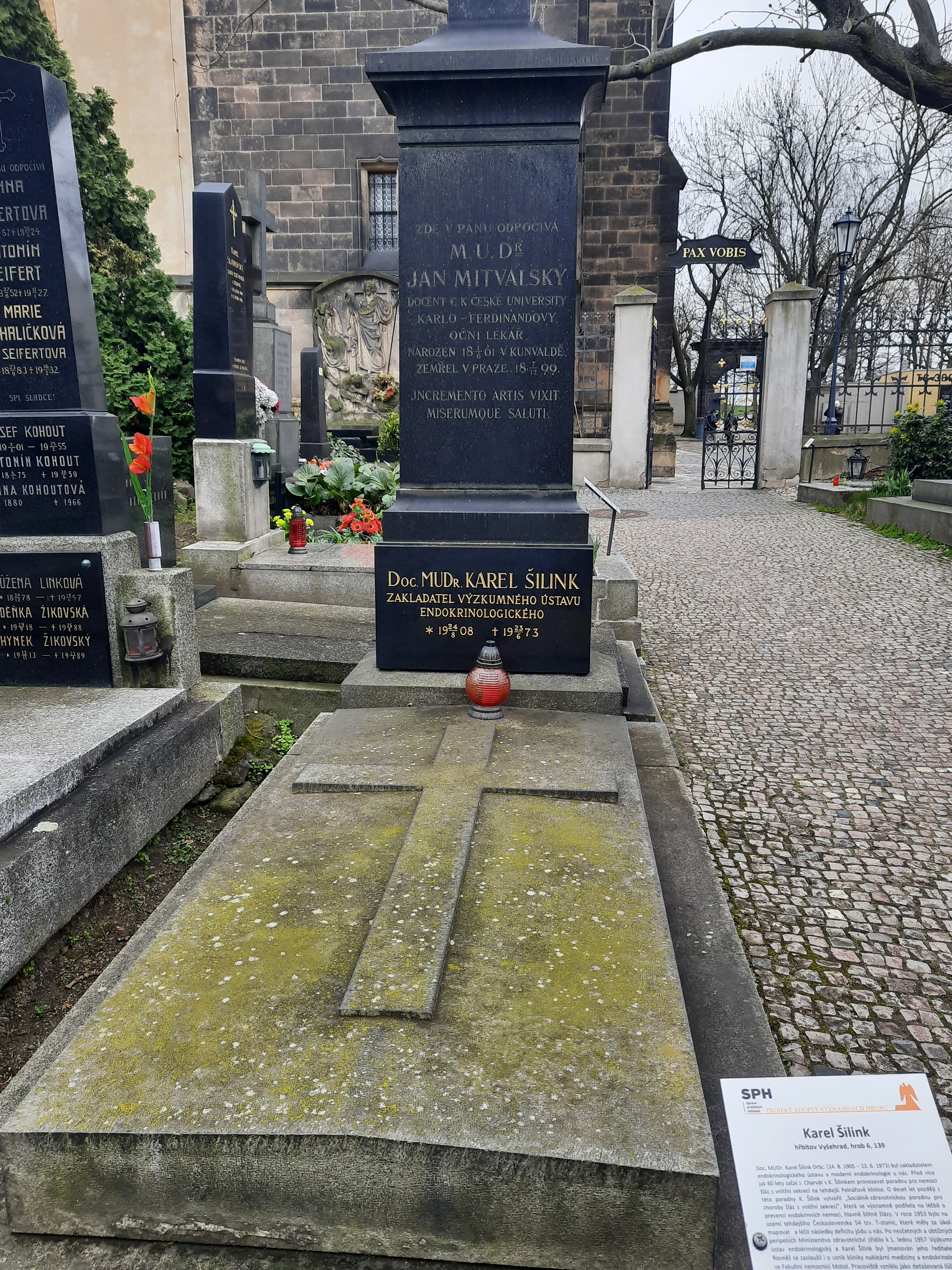
Hrob Karla Šilinka a Jana Mitvalského na Vyšehradském hřbitově

Narodil se ve Skřivanech u Nového Bydžova ve východních Čechách. Studoval na lékařské fakultě Univerzity Karlovy v Praze, mj. u prof. Josefa Charváta, zakladatele české endokrinologie. Studium úspěšně ukončil v roce 1932. Ve 30. letech se nadále zabýval endokrinologií. Roku 1941 inicioval vznik Sociálně zdravotnické poradny pro nemoci žláz s vnitřní sekrecí v pražské Štěpánské ulici. Na toto specializované pracoviště pak Šilink navázal roku 1957 dosažením založení Výzkumného ústavu endokrinologického v Praze. Ten umožnil tehdy modernější a pokročilou léčbu onemocnění žláz s vnitřní sekrecí (např. štítná žláza), včetně karcinogenních onemocnění. Ústav nejprve sídlil v pražské Dušní ulici, posléze byl přesunut do areálu FN Motol Praha 5. Zde bylo ve spolupráci s přednostou chirurgického oddělení prof. MUDr. B. Niederlem možné provádět pokročilé operace štítné žlázy. Rovněž byl Šilink prvním lékařem v Československu, který použil radioaktivní izotopy jódu při vyšetření štítné žlázy. V čele ústavu stál Šilink až do své smrti.
Karel Šilink zemřel 23. června 1973 v Praze ve věku 64 let a byl pohřben v hrobce na Vyšehradském hřbitově, kde je pohřben též oční lékař Jan Evangelista Mitvalský.